# Zygmunt Krumholz
Zygmunt Krumholz (ur. 1 marca 1903 w Czernichowie, zm. w 1941 w Samborze) – polski piłkarz występujący na pozycji napastnika. 
Występował w Jutrzence Kraków – był najlepszym strzelcem w historii klubu. W reprezentacji Polski zagrał w 1 meczu (14 maja 1922 z Węgrami; porażka 0-3).